# Suta punctata
Suta punctata — вид отруйних змій родини аспідових (Elapidae). Ендемік Австралії.

## Поширення і екологія
Suta punctata мешкають в регіонах Пілбара і Кімберлі на північному заході Західної Австралії, на Північній Території та на крайньому заході Квінсленду. Вони живуть на луках, в саванах і пустелях. Яйцеживородні, народжують 4 дитинчати.